# ロベール・ジョンケ
 ロベール・ジョンケ（Robert Jonquet、1925年5月3日 - 2008年12月18日）は、フランスの元サッカー選手。ポジションはDF（センターバック）。

## 経歴
ジョンケは1945年にスタッド・ランスで選手経歴を開始した。ランスではアルベール・バトー、レイモン・コパ、ジュスト・フォンテーヌらと共に中心選手として活躍し、リーグ優勝5回（1949年、1953年、1955年、1958年、1959年）、カップ優勝2回（1950年、1958年）、UEFAチャンピオンズカップ準優勝2回（1956年、1959年）に貢献した。晩年は2部リーグのRCストラスブールでプレーを続け、1961年に1部リーグ昇格に貢献すると、翌1962年に現役を引退した。
フランス代表としては、1948年4月4日のイタリア戦で代表デビュー。1951年10月にロンドンで行われたイングランドとの親善試合において顕著な活躍をみせ2-2の引分けに持ち込むと、翌日の新聞はle heros de Highbury（ハイベリーの英雄）と賞賛した 。またワールドカップには、1954年のFIFAワールドカップ・スイス大会、1958年のFIFAワールドカップ・スウェーデン大会の2大会に出場した。
1958年のスウェーデン大会では5試合に出場し同国のベスト4進出に貢献したが、準決勝のブラジル戦では2-5で敗れ、この試合の35分にブラジルのババと交錯した際に腓骨を負傷した影響もあって3位決定戦は欠場した。
その後、同年9月18日のイタリア戦で復帰を果たすと、は1960年7月6日の欧州ネイションズカップ準決勝、チェコスロバキア戦、を最後に代表から退くまで国際Aマッチ58試合に出場し、9試合で主将を務めた。
引退後は指導者の道へ進み、古巣のRCストラスブールやスタッド・ランスで監督を務めた。